# سان بييرو باتي
سان بييرو باتي (بالإيطالية: San Piero Patti)‏ هي بلدية في مقاطعة ميسينا في صقلية الإيطالية.

## السكان
في سنة 1861 بلغ عدد السكان 3٬525 نسمة، وتطور العدد ليصل في سنة 2011 لـ 3٬082 نسمة.
يظهر هذا المخطط البياني تطور النمو السكاني لـ سان بييرو باتي